# Paul Caligiuri
Paul David Caligiuri (Westminster, 9 marzo 1964) è un allenatore di calcio ed ex calciatore statunitense, di origini calabresi, di ruolo difensore o centrocampista.

## Carriera

### Giocatore

#### Club
Dopo essere uscito dalla Walnut High School, ha frequentato l'UCLA dal 1982 al 1985, facendo parte di varie selezioni universitarie. Laureatosi alla UCLA, Caligiuri partecipa nel 1986 con i San Diego Nomads alla Western Soccer Alliance, nominato MVP nello stesso anno. Nel 1986 ha anche ricevuto il premio U.S. Soccer Athlete of the Year.
Le prestazioni di Caligiuri attirarono l'attenzione del club tedesco dell'Amburgo, che lo ingaggia nel 1987, ma il calciatore statunitense non trova spazio in prima squadra. Nel 1988, è l'SV Meppen, squadra della Zweite Bundesliga, a ingaggiare Caligiuri, e dopo due stagioni è l'Hansa Rostock, nella quale il calciatore californiano vince il campionato di calcio della Germania Est.
Il 14 marzo 1990 è la federazione calcistica statunitense, l'USSF, a mettere sotto contratto Caligiuri. In quel periodo, infatti, la nazionale di calcio statunitense offriva contratti a tempo pieno ai calciatori, rendendosi di fatto uguale a una squadra di club. Dopo Stati Uniti 1994, Caligiuri torna in Germania, al Friburgo.
Il 4 maggio 1995, il calciatore torna in patria, nei Los Angeles Salsa, squadra dell'American Professional Soccer League. Nell'agosto dello stesso anno il Salsa manda Caligiuri in prestito in Bundesliga, all'FC St. Pauli, dove gioca 15 partite. Nel gennaio 1996 Caligiuri approda alla neonata MLS. I Columbus Crew lo ingaggiano, ma lo stesso calciatore, essendosi accordato per giocare con i Los Angeles Galaxy, citò in giudizio la MLS e ottenne il trasferimento per la stagione 1997. Con la maglia dei Galaxy si è ritirato nel 2001.

#### Nazionale
La prima partita con gli Stati Uniti contro El Salvador. Durante la sua carriera internazionale, durata tredici anni, Caligiuri ha giocato da titolare sia a Italia 1990 che a Stati Uniti 1994. Nel 1997 ha giocato la sua ultima partita con la maglia della nazionale. Il suo goal contro Trinidad e Tobago il 19 novembre 1989 fu decisivo per la qualificazione a Italia 1990.
Caligiuri ha anche giocato nella nazionale di futsal nel 1996, totalizzando 4 presenze e 1 gol.
Nell'amichevole Americhe-Resto del Mondo giocata nell'estate 1986 fu l'unico nordamericano convocato.

### Allenatore
Caligiuri allena dal 2002 la Cal Poly Pomona, l'Università di Pomona, in California.

## Palmarès

### Giocatore

#### Club
- Campionato tedesco di seconda divisione: 1

Bochum: 1994-1995

#### Individuale
- U.S. Soccer Athlete of the Year: 1

1986

## Opere
- (EN) High-performance Soccer, con Dan Herbst, Human Kinetics, 1997.